# 얼럼 칼리지
얼햄 칼리지(영어: Earlham College)는 미국 인디애나주 웨인군 리치먼드에 있는 사립 리버럴 아츠 칼리지다. 1847년에 퀘이커에서 세웠으며, 종교에 상관 없이 학생들을 받아들이고 통합, 평화와 사회 정의를 향한 헌신, 상호 존중, 공동체적 의사 결정 등 퀘이커의 가치에 바탕을 둔 교육을 실시하고 있다.
얼햄 칼리지는 2016년 《U.S. 뉴스 & 월드 리포트》의 리버럴 아츠 칼리지 순위에서 61위를 기록했고, 《포브스》의 사립 대학 순위에서는 106위를, 재정 평가에서는 A+를 기록했다. 두 명의 노벨상 수상자(웬들 메러디스 스탠리, 해럴드 유리)를 배출해냈다.
얼햄 칼리지는 학부중심 기숙사 생활 대학이지만 자유과 학사 학위를 받은 학생들이 교원자격증을 받을 수 있는 교육학 석사 학위 과정도 제공하며, 신학대학원인 얼햄 종교대학원(Earlham School of Religion)도 있다.

## 역사
얼럼 칼리지는 1847년 6월 6일 퀘이커 청소년들을 위한 기숙학교로 문을 열었다. 1859년 대학 과정을 설치하며 얼럼 칼리지가 됐고, 해버퍼드 칼리지와 길퍼드 칼리지에 이은 세 번째 퀘이커 대학, 오벌린 칼리지에 이은 두 번째 남녀공학 고등 교육 기관이 됐다. 초창기에는 퀘이커 학생들만 받아들였으나 1865년부터는 퀘이커가 아닌 학생들도 받아들였다.
시간이 흐르며 미국에서의 퀘이커주의는 진보적으로 변했고, 얼럼 칼리지는 퀘이커 신앙에 뿌리를 두면서도 이러한 변화와 함께 변해갔다. 1942년에 얼럼 칼리지는 제2차 세계 대전동안 일본계 미국인 학생들이 강제로 수용되는 것을 막고자 수십 명의 일본계 미국인 학생들을 입학시켰고, 이 결정은 리치먼드 안에서 논란을 일으켰다. 1960년에는 전 세계에서 유일한 퀘이커 신학대학원인 얼럼 종교대학원을 세웠다.

## 교육
퀘이커의 평등 사상을 지키며 얼럼 칼리지의 구성원들은 각자를 '박사'나 '교수'와 같은 직책 이름이 아닌 이름으로 부르고, 1학년 학생들도 '신입생'이 아닌 '1학년 학생'으로 부른다.
약 70%의 학생들이 한 학기동안 멕시코나 빈, 마르티니크, 영국, 프랑스, 독일, 스페인, 뉴질랜드, 일본, 탄자니아 등에서 공부한다. 와세다 대학과는 1963년부터 교환 학생 프로그램을 운영하고 있고, 10여 명의 학생들이 모리오카시의 중학교에서 영어를 가르치는 제도 또한 운영하고 있다.
과학 분야에서는 학부 교육과정에 연구를 포함시키는 데 많은 노력을 기울이고 있다. 대부분의 교수들은 학생들과 연구를 진행해왔거나 진행하고 있다.
퀘이커의 전통에 따라 얼럼 칼리지의 학생들은 리치먼드 지역 사회에서 많은 자원봉사를 한다. 학생들은 매년 평균 도합 23,000시간의 자원봉사를 하며, 얼럼 칼리지는 재정 지원이 필요한 학생들을 대상으로 자원봉사를 통해 재정 지원을 하는 제도를 운영하고 있다.

## 운동부
얼럼 대학교의 운동부는 퀘이커(Quaker)이며 전미 대학 체육 협회 디비전 III에서 활약하고 있다. 여자 운동부로는 농구와 크로스컨트리, 필드하키, 골프, 육상, 축구, 테니스, 배구가 있고, 남자 운동부로는 야구, 농구, 크로스컨트리, 미식축구, 골프, 육상, 축구, 테니스가 있다.